# J-600T Yıldırım
El J-600T Yıldırım ("Rayo") es un sistema turco de misiles balísticos de alcance medio para el campo de batalla que proporciona alta movilidad, diseñado para atacar objetivos de alto valor como instalaciones de defensa aérea enemigas, centros C3I, instalaciones logísticas e infraestructuras, además de proporcionar apoyo de fuego a la artillería amiga, ampliando el área de efecto.

## Características
El sistema Yıldırım se compone de dos unidades: el J-600T SRBM y el vehículo lanzador F-600T, que se basa en el camión MAN 26.372 6x6, fabricado en Turquía. El mismo vehículo también se utiliza para los sistemas T-122 Sakarya y T-300 Kasırga MBRL (lanzador de cohetes multibarril o MLRS) fabricados en Turquía , lo que proporciona una ventaja en logística. Cada F-600T lleva un J-600T en un lanzador de tipo riel abierto y puede prepararse para el lanzamiento en menos de 25 minutos, con el vehículo listo para moverse nuevamente en menos de 5 minutos. El misil se carga en el vehículo F-600T mediante una grúa desde un vehículo de recarga, también un camión MAN 26.372 6x6.
El vuelo del misil está controlado por un INS (Sistema de Navegación Inercial) que envía entradas de comando de corrección de trayectoria a las cuatro alas móviles en la sección de la boquilla. Los datos de la trayectoria se cargan en la Unidad de Guía y Control (GCU) (FCS) del misil a bordo del vehículo F-600T antes del lanzamiento. El FCS en el F-600T también es compatible con BAIKS ( Batarya Atış İdare Kompüter Sistemi , eng: Battery Fire Control Computer System) y TOMES ( Topçu Meteoroloji Sistemi , eng: Artillery Meteorology System). Se informa que el misil también se puede actualizar con un GPS/INS GCU.
Cada batería J-600T Yıldırım consta de:
- 1 vehículo de mando y control de batería.
- 2 x vehículos de mando y control del equipo de tiro
- 6 vehículos lanzadores F-600T
- 7 x recarga F-600T - Vehículos de reabastecimiento
- 1 vehículo de mantenimiento.